# 903
| 903                |
| ------------------ |
| Dødsfald - Fødsler |
|                    |

| Gregoriansk kalender | 903 CMIII               |
| Ab urbe condita      | 1656                    |
| Armensk kalender     | 352 ԹՎ ՅԾԲ              |
| Kinesiske kalender   | 3599 – 3600 壬戌 – 癸亥 |
| Etiopisk kalender    | 895 – 896               |
| Jødisk kalender      | 4663 – 4664             |
| Hindukalendere       |                         |
| - Vikram Samvat      | 958 – 959               |
| - Shaka Samvat       | 825 – 826               |
| - Kali Yuga          | 4004 – 4005             |
| Iransk kalender      | 281 – 282               |
| Islamisk kalender    | 290 – 291               |

Se også 903 (tal), havnebus 903